# Championnat d'Autriche féminin de football 2022-2023
Navigation
Édition précédente Édition suivante
La saison 2022-2023 du Championnat d'Autriche féminin de football (Österreichische Fußball-Frauenmeisterschaft) est la cinquante-et-unième saison du championnat. Le SKN St. Pölten Frauen est le tenant du titre.

## Organisation
La compétition se déroule en mode championnat, chaque équipe joue deux fois contre chaque équipe adverse participante, une fois à domicile et une fois à l'extérieur.

## Compétition

### Classement
| Rang | Équipe                            | Pts | J  | G  | N | P  | Bp | Bc  | Diff |
| ---- | --------------------------------- | --- | -- | -- | - | -- | -- | --- | ---- |
| 1    | SKN St. Pölten T C                | 51  | 18 | 17 | 0 | 1  | 90 | 10  | +80  |
| 2    | Sturm Graz                        | 43  | 18 | 14 | 1 | 3  | 67 | 19  | +48  |
| 3    | SPG SCR Altach/FFC Vorderland     | 43  | 18 | 14 | 1 | 3  | 67 | 18  | +49  |
| 4    | SV Neulengbach                    | 29  | 18 | 9  | 2 | 7  | 35 | 13  | +22  |
| 5    | First Vienna FC                   | 26  | 18 | 8  | 2 | 8  | 44 | 30  | +14  |
| 6    | Austria Vienne                    | 25  | 18 | 7  | 4 | 7  | 34 | 26  | +8   |
| 7    | SPG Kleinmünchen/Blau-Weiß Linz P | 18  | 18 | 5  | 3 | 10 | 18 | 37  | -19  |
| 8    | FC Bergheim                       | 14  | 18 | 4  | 2 | 12 | 16 | 44  | -28  |
| 9    | FC Wacker Innsbruck               | 10  | 18 | 3  | 1 | 14 | 16 | 84  | -68  |
| 10   | SKV Altenmarkt                    | 3   | 18 | 1  | 0 | 17 | 6  | 112 | -106 |

| Légende : Qualifications et relégations | Légende : Qualifications et relégations                                      |
| --------------------------------------- | ---------------------------------------------------------------------------- |
|                                         | Ligue des champions 2023-2024                                                |
|                                         | Relégué en deuxième division                                                 |
|                                         | T : Tenant du titre P : Promu C : Vainqueur de la Coupe d'Autriche 2022-2023 |

1. ↑  Le SK Sturm Graz est devant le FFC Vorderland en vertu des confrontations directes (Sturm Graz 6 points, Vorderland 0).

## Bilan de la saison
| Championnat d'Autriche féminin de football 2022-2023   |                                    |
| Champion                                               | SKN St. Pölten (8e titre)          |
| Dauphin                                                | SK Sturm Graz                      |
| Coupes et trophées                                     |                                    |
| Vainqueur de la Coupe d'Autriche 2022-2023             | SKN St. Pölten                     |
| Qualifications continentales                           |                                    |
| Ligue des champions féminine de l'UEFA 2023-2024       | SKN St. Pölten                     |
| Ligue des champions féminine de l'UEFA 2023-2024       | SK Sturm Graz                      |
| Promotions et relégations                              |                                    |
| Promus en Championnat d'Autriche féminin de football   | SPG FC Lustenau/FC Dornbirn Ladies |
| Relégués en Championnat d'Autriche féminin de football | SKV Altenmarkt                     |